# Protoparachronistis concolor
Protoparachronistis concolor är en fjärilsart som beskrevs av Mikhail M. Omelko 1986. Protoparachronistis concolor ingår i släktet Protoparachronistis och familjen stävmalar. Inga underarter finns listade i Catalogue of Life.